# Севлиево
Севлиево (болг. Севлиево) — город в центральной северной Болгарии, второй по величине в Габровской области, центр общины Севлиево.
Население города на 31 декабря 2009 года — 24 065 человек.

## История
В Средневековье на правом берегу реки Росица находилась крепость Хоталич. С XVII века город на левом берегу назывался Серви — Селви — Севлиево. В старой русской литературе известен как «Сельви». 

## Население
| Севлиево                                                                                     | Севлиево | Севлиево | Севлиево | Севлиево | Севлиево | Севлиево | Севлиево | Севлиево | Севлиево | Севлиево |
| -------------------------------------------------------------------------------------------- | -------- | -------- | -------- | -------- | -------- | -------- | -------- | -------- | -------- | -------- |
| год                                                                                          | 1946     | 1956     | 1965     | 1975     | 1985     | 1992     | 2001     | 2005     | 2007     | 2009     |
| население                                                                                    | 9 827    | 14 381   | 20 423   | 24 429   | 26 440   | 25 494   | 24 775   | 24 448   | 24 258   | 24 065   |
| Источники: Национальный статистический институт, «Citypopulation.de» и «Pop-stat.mashke.org» |          |          |          |          |          |          |          |          |          |          |

## Политическая ситуация
Кмет (мэр) общины Севлиево — Иван Иванов по результатам выборов 2011 года.

## Известные уроженцы
- Мара Белчева (1868—1937) — болгарская поэтесса и переводчица.
- Иларион (Арабаджиев) — митрополит Сливенский
- Георгиева, Иваничка Петрова (р. 1937) — болгарский историк и этнограф.
- Малина (р. 1967) — болгарская поп-фолк певица
- Казанджиев, Спиридон (1882—1951) — болгарский психолог и философ-идеалист.

## Города-побратимы
Города-побратимы:
1. Биль (Швейцария);
2. Софадес (Греция);
3. Бобруйск (Белоруссия);
4. Валашске Мезиржичи (Чехия);
5. Легионово (Польша);
6. Малкара (Турция);
7. Гевгелия (Республика Македония).